# Francisco Buyo
Francisco "Paco" Buyo Sánchez (* 13. ledna 1958, Betanzos) je bývalý španělský fotbalista, brankář. V letech 1986–1997 odchytal 343 zápasů za Real Madrid.

## Sportovní kariéra
Začal hrát za mládežnický výběr Ural a později za mládež Betanzos CF.
V Tercera División debutoval za RCD Mallorca.
Po jedné sezóně přestoupil do Deportiva, z kterého sezónu hostoval v Huesce.
V La Lize debutoval za Sevilla FC, z které byl také poprvé pozván do reprezentace.
V roce 1986 přestoupil do Realu Madrid jako náhrada za Miguela Ángela.
S Realem vyhrál 6× La Ligu, 2× Copa del Rey, 4× Supercopa de España a 1× Copa Ibroamericana.
Dvakrát získal Ricardo Zamora Trophy, trofej pro nejlepšího brankáře sezóny La Ligy.
S reprezentací se stal finalistou Mistrovství Evropy ve fotbale 1984.
Jako trenér vedl Real Madrid „C“, Real Madrid Castilla a Jaén „B“.